# Anoronotum rufum
Anoronotum rufum är en skalbaggsart som beskrevs av Gilbert John Arrow 1939. Anoronotum rufum ingår i släktet Anoronotum och familjen Dynastidae. Inga underarter finns listade i Catalogue of Life.